# Девственница Джейн
«Де́вственница Джейн», или просто «Девственница» (англ. Jane the Virgin) — американский телевизионный сериал, основанный на одноимённой венесуэльской теленовелле, который стартовал на The CW 13 октября 2014 года. В центре сюжета находится религиозная латиноамериканская молодая женщина, которая становится жертвой случайного искусственного оплодотворения в ходе визита к гинекологу.
Сериал получил значительное количество похвалы от критиков, становясь не только самым высоко оцениваемым шоу в истории малого канала The CW, но и отмечался как одна из лучших новинок телесезона 2014-15 годов. В 2014 году проект получил премию Американского института киноискусства как один из десяти лучших сериалов года. На 72-й церемонии вручения наград премии «Золотой глобус» проект был выдвинут в категориях «Лучший телевизионный сериал — комедия или мюзикл» и «Лучшая женская роль в телевизионном сериале — комедия или мюзикл» (Джина Родригес). Сериал стал первым проектом в истории малого канала The CW, который отмечался какими либо крупными премиями и номинациями. Родригес в итоге выиграла награду. Также в 2015 году сериал был удостоен премии Пибоди. Также сериал получил три номинации на премию «Выбор телевизионных критиков»; за лучшую комедию, комедийную актрису (Родригес) и актёра второго плана (Хайме Камил), и три на премию Ассоциации телевизионных критиков; за лучшую новую программу, достижения в комедии, и личные достижения в комедии (Родригес).
2 апреля 2018 года сериал был продлён на пятый сезон, который станет последним.

## Актёры и персонажи

### Основной состав
- Джина Родригес — Джейн Глориана Виллануэва, 23-летняя религиозная латиноамериканская женщина, забеременевшая из-за врачебной ошибки.
- Андреа Наведо — Ксиомара «Ксо» Глориана Виллануэва, мать Джейн.
- Яэль Гробглас — Петра (Наталья) Солано, чешская преступница и жена Рафаэля.
- Джастин Бальдони — Рафаэль Солано, владелец отеля и отец будущего ребёнка.
- Ивонн Колл — Альба Виллануэва, благочестивая бабушка Джейн.
- Бретт Дир — Майкл Кордеро мл., детектив и жених Джейн в начале сериала.
- Хайме Камил — Рохелио де ла Вега, суперзвезда теленовелл и отец Джейн, о котором она не знала.

### Второстепенный состав
- Энтони Мендес — рассказчик
- Яра Мартинес — доктор Луиза Альвер, сестра Рафаэля и любовница своей мачехи Роуз.
- Майкл Рэйди — Лахлан, соперник Рафаэля и бывший жених Петры.
- Бриджит Риган — Роуз, мачеха Рафаэля.
- Дайан Герреро — Лина, коллега и лучшая подруга Джейн.
- Ази Тесфай — детектив Надин Хенсон, напарница Майкла.
- Камиль Коллард — Френки, коллега Джейн.
- Брайан Дэр — Лука, коллега Джейн.
- Райан Девлин — Билли Кордеро, злобный брат Майкла.
- Присцилла Барнс — Магда, злобная мать Петры.
- Алано Миллер — Роман Зазо, лучший друг Рафаэля и любовник Петры.
- Яэль Гробглас — Анеска, сестра близнец Петры Солано

### Приглашённые актёры
- Карло Рота — Эмилио Солано, отец Рафаэля.
- Джейн Сеймур — Аманда
- Джуди Рейес — Дина, главный сценарист сериала, в котором снимается Рохелио.
- Рита Морено — мать Рохелио и бабушка Джейн.

## Производство
Сериал был разработан Дженни Снайдер Урман и производится CBS Television Studios. Главную роль получила актриса мыльной оперы «Дерзкие и красивые» Джина Родригес, а на остальные также были утверждены ветераны мыльного жанра. 8 мая 2014 года, The CW заказал съемки первого сезона сериала для трансляции в телесезоне 2014-15 годов. Позднее было объявлено, что шоу будет транслироваться по понедельникам, начиная с 13 октября 2014 года.
21 октября 2014 года, после трансляции всего двух эпизодов, сериал был продлён на полный сезон. 11 января 2015 года канал продлил сериал на второй сезон, который стартовал 19 октября 2015 года. 11 марта 2016 года сериал был продлён на третий сезон. 8 января 2017 года сериал был продлён на четвёртый сезон.

## Эпизоды
| Сезон | Сезон | Эпизоды | Оригинальная дата показа | Оригинальная дата показа |
| Сезон | Сезон | Эпизоды | Премьера сезона          | Финал сезона             |
| ----- | ----- | ------- | ------------------------ | ------------------------ |
|       | 1     | 22      | 13 октября 2014          | 11 мая 2015              |
|       | 2     | 22      | 12 октября 2015          | 16 мая 2016              |
|       | 3     | 20      | 17 октября 2016          | 22 мая 2017              |
|       | 4     | 17      | 13 октября 2017          | 20 апреля 2018           |
|       | 5     | 19      | 27 марта 2019            | 31 июля 2019             |